# Chimi Yangzom Wangchuck
Ashi Chimi Yangzom Wangchuck, född 10 januari 1980, prinsessa av Bhutan, dotter av Jigme Singye Wangchuck till Hennes Majestät Ashi Tshering Pem Wangchuck.